# Iranska arhitektura
Iranska arhitektura bolje rečeno Perzijska arhitektura je arhitektura Irana in iranskega kulturnega prostora. Njegova zgodovina sega vsaj 5000 pred našim štetjem z značilnimi primeri porazdeljenimi na obsežnem območju med Turčijo in Irakom v Uzbekistanu in Tadžikistanu, Severni Indiji ter Kavkazu. Perzijski zgradbe obsegajo od kmečkih koč do čajnic, vrtov in paviljonov, če naštejemo le "nekaj najbolj veličastnih objektov,  ki jih je svet kdaj videl.«   Poleg zgodovinskih vrat, palač in mošej, je hitra rast mest, kot je glavno mesto Teheran, prinesla val rušenja in novogradnje.
Iranska arhitektura prikazuje veliko pestrost, tako strukturno kot estetsko, iz različnih tradicij in izkušenj. Brez nenadnih inovacij in kljub vedno novim travmatičnim vpadom in kulturnim pretresom, je dosegla "individualnost, ki se razlikuje od drugih muslimanskih držav".  Njeni najpomebnejša vrlina: "izrazit občutek za obliko in obseg, strukturna iznajdljivost, zlasti pri konstrukcijah obokov in kupol, genialnosti za dekoracijo s svobodo in uspehom nima konkurence v nobeni drugi arhitekturi." 
Tradicionalno je bil vodilni formalni motiv iranske arhitekture njena kozmična simbolika, katero je človek prinesel v komunikacijo in sodelovanje moč nebes. Ta tema je ne samo zaradi enotnosti in kontinuitete v arhitekturi Perzije, ampak je tudi primarni vir njenega čustvene značaja.
Perzijski zgodovinar in arheolog Arthur Pope, največji poznavalec iranske umetnosti, je že od nekdaj privrženec arhitekture. Nadvlada arhitekture velja za obe, pred in post islamsko obdobje. 

## Osnovni principi
Tradicionalna perzijska arhitektura je ohranila kontinuiteto, čeprav so jo občasno motili notranji politični konflikti ali tuja invazija, in dosegla nezamenljiv slog.
V tej arhitekturi "ni trivialnih stavb; celo vrtni paviljoni imajo plemenitost in dostojanstvo, najponižnejši Karavanseraji imajo šarm. V izraznosti in komunikativnosti je večina perzijskih zgradb razumljiva - celo zgovorna. Kombinacija intenzivnosti in preprostosti oblike zagotavlja neposrednost, medtem ko ornament in pogosto subtilni proporci nagrajujejo s trajnim opazovanjem.« 

### Kategorizacija slogov
Na splošno se lahko tradicionalna arhitektura iranskih dežel v vseh obdobjih razvrsti v naslednjih šestih razredov ali slogov (sabk):
- Zoroastrski slog:
  - Perzijski slog (vse do 3. stoletja pr. n. št.), ki vključuje:
    - Pred-perzijski slog (vse do 8. stoletja pr. n. št.), npr. Čoga Zanbil
    - Medjski slog (od 8. do 6. stoletja pr. n. št.),
    - Ahemenidski slog (od 6. do 4. stoletja pr. n. št.) se kaže v gradnji presenetljivih mest, ki se uporabljajo za upravljanje in poselitve (na primer Perzepolis, Suza, Ekbatana), templjev, izdelanih za bogoslužje in družabna srečanja (na primer  zoroasterski templji) in mavzoleji postavljeni v čast padlim kraljem (kot je na primer grobnica Kira Velikega )

  - Partski slog vključuje naslednja obdobja:
    - Selevkidski slog, npr. Tempelj Anahita,  Khorheh
    -  Partski slog, npr. kraljevsko mesto Nisa, Turkmenistan,
    - Sasanidski slog, npr. Ghal'eh Dokhtar, Taq-i Kisra, Bishapur,  Darband

- Islamiski slog:
  - Khorasanski slog (od poznega 7. do konca 10. stoletja), na primer mošeja Jameh Nain in Šahova mošeja, Isfahan
  - Razi slog (od 11. stoletja obdobja do invazije Mongolov), ki vključuje metode in naprave v naslednjih obdobjih:
    - Samanidski slog, npr. Mavzolej Samanidov v Buhari
    - Ziyaridski slog, npr. stolp v Gonbad-e Qabus
    - Seldžuški slog, npr. Stolpi Kharraqan blizu Qazvina, Iran

  - Azari slog (od poznega 13. stoletja do pojava dinastije Safavidov v 16. stoletju), na primer Soltaniyeh,  Arg-i Ališah, mošeja Džameh Varamin, Goharšad Mošeja, Mošeja Bibi Kanum v Samarkandu, grobnica  Abdas-Samadija, Gur-e Amir, Petkova mošeja, Yazd
  - Isfahanski slog sega preko Safavidov, Afšaridov, dinastije Zand in dinastije Kadžar od 16. stoletja dalje, na primer Chehelsotoon, Ālī Qāpū, mošeja Aga Bozorg, Kašan, Šahova mošeja, Isfahan, mošeja Šejka Lotfallaha v Trg Naks-e Džahan.

### Materiali
Razpoložljivi gradbeni materiali narekujejo večino oblik tradicionalne iranske arhitekture. Težka glina, ki je na voljo v različnih krajih po vsej planoti, je spodbudila razvoj najbolj primitivnih od vseh gradbenih tehnik, oblikovano blato, stisnjeno kot je mogoče in posušeno na soncu. Ta tehnika, ki se je uporablja v Iranu od antičnih časov, ni bila nikoli povsem opuščena. Obseg težke plastične zemlje, v povezavi z apneno malto, je prav tako olajšala razvoj in uporabo opeke. 

### Geometrija
Iranski arhitektura uporablja obilno simbolne geometrije z uporabo čistih oblik, kot so krogi in kvadrati, načrti temeljijo na pogosto simetrični postavitvi, kot so pravokotna dvorišča in dvorane.

### Oblikovanje
Nekateri oblikovni elementi perzijske arhitekture so vztrajali skozi zgodovino Irana. Najočitnejši je občutek za obseg in pronicljivo uporabo preprostih in množičnih oblik. Doslednost dekorativnih prednosti, visoko obokan portal določa vdolbino, stebri z okrašenimi kapiteli in ponavljajoči tlorisi in višine so omembe vredni. Skozi stoletja so se ti elementi ponavljali v povsem različnih vrstah objektov, izdelanih za različne programe in pod pokroviteljstvom vrste vladarjev.
Stebriščna veranda ali talar, videna v skalo vklesanih grobnicah v bližini Perzepolisa, se ponovno pojavi v sasanidskih templjih in je bila v poznih islamski dobi uporabljena kot stebrišče palače ali mošeje in prilagojena tudi arhitekturi obcestnih čajnic. Podobno gonbad, stolp na štirih lokih, tako značilen za sasanidsko dobo, še danes najdemo v mnogih pokopališčih in Imamzadeh po Iranu. Domiseln zemeljski stolp, ki sega proti nebu, da se druži z božanskimi stolpi nebes je trajal v 19. stoletju, medtem ko je notranjost dvorišč in bazenov, kotni vhod in obsežna dekoracija starodavna, vendar še vedno pogosta značilnost iranske arhitekture.

## Pred islamska arhitektura Perzije
Pred islamski arhitekturni slogi so nastajali v 3000 na 4000 letnem arhitekturnem razvoju  različnih civilizacij iranske planote. Post islamska arhitektura Irana pa je črpala ideje iz predhodnika in ima geometrijske in ponavljajoče oblike, kot tudi površine, ki so bogato okrašene s ploščicami, rezljano štukaturo, vzorčaste opeke, cvetlične motive in kaligrafijo.
Vsako od obdobij Elám, Ahemenidi, Parti in Sasanidi so bili ustvarjalci velike arhitekture, ki se je stoletja širila daleč naokoli daleč do drugih kultur. Čeprav je Iran utrpel svoj delež uničenja, vključno napadom Aleksandra Velikega, ki je požgal Perzepolis, obstaja dovolj ostankov, ki ustvarjajo sliko te klasične arhitekture.
Ahemenidi so ogromno gradili. Umetnike in materiale, ki so jih uporabljali, so pripeljali iz praktično vseh ozemelj, saj je bila takrat to največja država na svetu. Pasargad je postavil standard: njegovo mesto je bilo določeno v obsežnem parku z mostovi, vrtovi, palačami s stebri in odprtimi paviljoni. Pasargad je skupaj s Suzo in Perzepolisom predstavljal avtoriteto kralja, stopnišča slednjih predstavljajo reliefno kiparstvo velikega obsega.
S pojavom Partov in Sasanidov, so se pojavile tudi nove oblike. Partski slog inovacij se je popolnoma razcvetel v sasanidskem obdobju z masivnimi dvoranami z banjastimi oboki, trdnimi zidanimi kupolami in visokimi stebri. Ta vpliv je ostal tudi prihodnja leta.
Na primer, okroglost mesta Bagdad iz abasidske dobe, opozarja na svoje perzijske predhodnike, kot tudi Firouzabad v Farsu.  Al-Mansur je najel dva oblikovalca za zasnovo mesta:. Naubakht, nekdanji perzijski zoroasterian, ki je tudi določil, da mora biti datum ustanovitve mesta astrološko pomemben in Mashallah ibn Atharija, nekdanjega Žida iz Khorasana.
Ruševine Perzepolisa, Ktezifon, Jiroft, Sialk, Pasargad, Firouzabad in Arg-é Bam nam nudijo oddaljen pogled, kaj so prispevki Perzijcev v gradbeništvu.
- Dej-e Shapour-khast
- Sasanidska trnjava v Derbentu, severni Kavkaz.
- Pasargad
- Arg-e Bam

## Islamska arhitektura Perzije
Padec Sasanidske dinastije, ki so jih preplavili muslimanski Arabci, je v Iranu pripeljala do prilagoditve izredne perzijske arhitekture islamskim verskim potrebam. Umetnosti, kot so kaligrafija, štukatura, dela iz ogledal in mozaiki so postale tesno povezane z arhitekturo mošej v Perziji (Iran), posebej z okroglimi kupolastimi strehami, ki imajo korenine v partskem slogu (Ashkanid) Velikega Irana.
Arheološka izkopavanja so dala veliko dokazov, ki podpirajo vpliv Sasanidske arhitekture na arhitekturo islamskega sveta.
Mnogi strokovnjaki menijo, da je obdobje perzijske arhitekture od 15. do 17. stoletja, vrhunec post-islamske dobe. Različne strukture, kot so mošeja, mavzolej, bazar, most in palača, so ohranjeni prav iz tega obdobja.
Safavidski Isfahan je skušal doseči veličino na lestvici (Isfahan je s trgom Naghsh-i Jahan šesti največji trg svetu), ne vedoč, kako graditi visoke zgradbe z veliko notranjimi prostori. Vendar pa je kakovost ornamentov manjša v primerjavi s tistimi iz 14. in 15. stoletja.
Drug vidik te arhitekture je harmonija z ljudmi, svojim okoljem in njihovo vero, ki jih  predstavljala in izkazovala. Hkrati niso bila uporabljena nobena stroga pravila, ki bi urejala to obliko islamske arhitekture.
Velika mošeja v Khorasanu, Isfahanu in Tabrizu vsaka uporablja lokalno geometrijo, lokalne materiale in lokalne načine gradnje, vsaka ima svoj način, red, harmonijo in enotnost islamske arhitekture. Ko se študirajo večji spomeniki islamske perzijske arhitekture, te razkrivajo zapletene geometrijske odnose, študirajo hierarhijo oblik in ornamentov in velike globine simbolnega pomena.
Po besedah Arthur U. Popa, ki je opravil obsežne raziskave v starodavnih perzijskih in islamskih stavbah:
"Smiseln vpliv perzijske arhitekture je vsestranski. Ni velika, ampak dostojanstvena, veličastna in impresivna."
Pristop Popa do Kadžarske umetnosti in arhitekture pa je precej negativen. 

## Perzijske kupole
Sasanidsko cesarstvo je začelo izgradnjo prvih velikih kupol v Perziji, s takimi kraljevimi zgradbami kot sta palači Ardashir in Dezh Dokhtar. Po muslimanski osvojitvi Sasanidskega cesarstva, je imel perzijski arhitekturni slog velik vpliv na muslimansko družbo in kupola je postala tudi značilnost muslimanske arhitekture.
Obdobje Ilkanat je prineslo nekaj novosti pri gradnji kupole, ki so sčasoma omogočile Perzijcem zgraditi veliko višje strukture. Te spremembe so kasneje utrle pot safavidski arhitekturi. Vrhunec ilkanatske arhitekture je bil dosežen z izgradnjo kupole Soltaniyeh (1302-1312) v Zanjanu, Iran, ki ima premer 50 m in je visoka 25 m, in je 3. največja in najvišja zidana kupola, ki so jo kdaj postavili. Tanka kupola, z dvojni oklepom, je ojačana z loki med plastmi. 
Renesansa v perzijskem mošeji in kupolastih zgradbah je prišla v času Safavidske dinastije, ko je šah Abas I. leta 1598, začel z rekonstrukcijo  Isfahana, s trgom Naqsh-e Jahan kot središčem svojega novega glavnega mesta.  Arhitekturno si je sposodil ilkanatske načrte, vendar je umetniško povišal modele na novo raven. Prepoznavna značilnost perzijskih kupol, ki jih ločuje od drugih kupol, ustvarjenih v krščanskem svetu ali otomanskih in mogulskih imperijih, je bila uporaba pisanih ploščic, s katerimi so prekrili zunanjost podobno kot v notranjosti. Teh kupol je v Isfahanu kmalu nastalo na desetine in njihova modra oblika je obvladovala silhueto mesta. Kupole so odsevale na svetlobi sonca, in se pojavljale kot bleščeči turkizni dragulji, vidne milje daleč ob Svilni cesti skozi Perzijo.
Ta zelo prepoznaven slog arhitekture so podedovali od Seldžukov, ki so ga že stoletja uporabljali za svoje mošeje, vendar je bil izpopolnjen v času Safavidov, ko so izumili haft- rangi ali sedem barvni slog žganih ploščice, proces, ki jim je omogočil, da so uporabljali več barv za vsako ploščico in ustvarjali bogatejše vzorce, lepše za oko.  Barve, ki so jo Perzijci favorizirali so bile zlata, bela in turkizna, vzorci pa na temno modrem ozadju.  Obsežno napisni pasovi s kaligrafijo in arabeske na večini pomembnejših stavb, so bili skrbno načrtovani pod nadzorom in izvedbo Reza Abbasija, ki je bil imenovan za vodjo kraljeve knjižnice in mojstra kaligrafije na dvoru šaha leta 1598 , medtem ko je Shaykh Bahai nadziral izvedbo gradbenih projektov. S 53 metri v višino, je bila kupola Masjed-e Shah najvišja v mestu, ko je bila dokončana leta 1629. Zgrajena je bila kot kupola z dvojnim oklepom, ki ima razpon 14 m med dvema plastema in počiva na osmerokotnem tamburju. 
- Arhitektura perzijskih vrtov. Khalvat-i Karim-khani,v vrtovih palače Golestan, Teheran.
- Arhitektura hiš: Abasidska hiša, 18. st., Kashan.
- Arhitektura stolpov in grobnic. Oblika iz časa Seldžukov, Qazvin
- Obredni objekti: mošeje in cerkve: samostan Thaddeus, 68 n. št., provinca Zahodni Azarbajdžan.
- Jamkaran
- MavzolejGur-e Amir, Samarkand

## Sodobna iranska arhitektura v in zunaj Irana
Sodobna arhitektura v Iranu se začne s prihodom prvega obdobja Pahlavijev v zgodnjih 1920-ih letih. Nekateri oblikovalci, kot je Andre Godard, je ustvarjal dela, kot so Narodni muzej v Iranu, ki spominja na iransko zgodovinsko arhitekturno dediščino. Drugi so si prizadevali združiti tradicionalne elemente s sodobnimi modeli. Glavni kampus Teheranske Univerze je en tak primer. Drugi, kot sta Heydar Ghiai in Houshang Seyhoun, so poskušali ustvariti povsem izvirna dela, neodvisna od prejšnjih vplivov. Borj-e Milad (ali stolp Milad) je najvišji stolp v Iranu in je četrti najvišji stolp na svetu.
Dariush Borbor je bil eden od najbolj inovativnih sodobnih arhitektov v Iranu. Med njegovimi deli je nekaj izjemnih arhitekturnih modelov kot je hiša in klinika za Arjomande v Kermanu, hiša za Abdoha, Nahavandija, Jalalija v Teheranu; bazar Reza, muzej in knjižnica, spomenik in okolica svetišča imama Reze v Mašadu in več razvojnih načrtov mest v Iranu.
- Iranski Senat, Heydar Ghiai
- Tehranski muzej moderne umetnosti, arhitekt Kamran Diba; bazira na tradicionalnih iranskih elementih kot so hladilni stolpi ali lovilci vetra še ima spiralno notranjost, ki spominja Guggenheim Museum.
- Tehranska Univera za Družbene vede kaže vidne sledovi arhitekture iz Perzepolisa.

## Prihodnost arhitekture v Iranu
Po vsem Iranu potekajo veliki gradbeni projekti. Prestige Land of Iran razvija Isfahanski City Center, ki naj bi bilo največje nakupovalno središče v Iranu in največje nakupovalno središče z muzejem na svetu; vključuje hotel, notranji zabaviščni park, trgovsko središče, itd. in Roža vzhoda, razvojni projekt na otoku Kish v Perzijskem zalivu. Projekt, ki vključuje hotel s "7-zvezdicami" in dva s "5 zvezdicami", tri stanovanjska območja, vile in apartmajska naselja, kavarne, luksuzne salone in trgovine, športnih objekte in marino.

## Iranski arhitekti
Perzijske arhitekti so bili v starih časih zelo iskani. Na primer, Ostad Isa Shirazi je najpogosteje omenjen kot glavni arhitekt Tadž Mahala.  Tudi obrtniki so imeli zelo pomembno vlogo pri načrtih zgradb, kot so afganistanski Minaret Džam, kupola Sultanijeh ali grobnica Timurlenka v Samarkandu, med mnogimi drugimi. Mnogi iranski arhitekti so gradili v tujini.
- Grobnica Humayun, Indija.
- Registan, srednjeveško kraljevo dvorišče in vrtovi Čarbagh, Samarkand.

## Unescova svetovna dediščina
V nadaljevanju je seznam objektov svetovne dediščine, ki so jih načrtovali ali zgradili Iranci (Perzijci) ali pa so zasnovani in izdelani v slogu iranskega arhitekture.
- V Iranu:
  - Arg-é Bam Kulturna krajina, Kerman
  - Trg Naghš-i Džahan, Isfahan
  - Damavand, Mazandaran
  - Pasargad, provinca Fars
  - Perzepolis, provinca Fars
  - Čoga Zanbil, Huzestan
  - Taht-e Solejman, provinca Zahodni Azerbajdžan, Iran
  - Kupola Soltanijeh, provinca Zanjan
  - Behistunski napis
- Zunaj Irana:
  - Mavzolej Khoja Ahmed Jasavi, Kazahstan
  - Zgodovinski center Bakuja
  - Mošeja Bibi-Hejbat, Baku, Azerbajdžan
  - Zgodovinski center Ganja
  - Zgodovinski center Buhara, Uzbekistan
  - Zgodovinski center Šahrisabz, Uzbekistan
  - Samarkand - Stičišče kultur, Uzbekistan
  - Citadela, staro mesto in trdnjavske zgradbe Darband, Republika Dagestan
  - Sveti kraji Bahá’i, Haifa in zahodna Galileja, Izrael
  - Mošeja Tuba Šahi, Mardakan (Baku), Azerbajdžan